# Campistrous
Campistrous (okzitanisch: Campistrons) ist eine französische Gemeinde mit 314 Einwohnern (Stand: 1. Januar 2022) im Département Hautes-Pyrénées in der Region Okzitanien; sie gehört zum Arrondissement Bagnères-de-Bigorre. Die Einwohner werden Campistrousiens/Campistrousiennes genannt.

## Geografie
Die Gemeinde Campistrous liegt auf dem Plateau von Lannemezan auf einem Bergrücken zwischen den nach Norden strömenden Flüssen Baïsole und Baïse Darré, drei Kilometer nördlich der Stadt Lannemezan. Die Gemeinde besteht aus mehreren Weilern sowie zahlreichen Streusiedlungen. Campistrous liegt auf dem Plateau von Lannemezan. Umgeben wird Campistrous von den Nachbargemeinden Bonrepos und Galez im Norden, Clarens im Nordosten, Lannemezan im Osten, Capvern im Süden sowie Lagrange, Houeydets und Castelbajac im Westen.

## Geschichte
Funde einer Bronzeaxt und ein Hügelgrab bestätigen eine frühe Besiedlung. In Castets wurden zudem Überreste einer Motte gefunden. Das Dorfzentrum lag früher in der Nähe des heutigen Friedhofs bei Saint-Miqueu. Die Gemeinde wurde im Jahr 1300 erstmals (indirekt) als de Campristonibus erwähnt. Im Mittelalter lag der Ort innerhalb der Region Rivière-Verdun, die ein Teil der Provinz Gascogne war. Die Gemeinde gehörte von 1793 bis 1801 zum District Bagnères. Zudem lag Campistrous von 1793 bis 2015 im Kanton Lannemezan. Die Gemeinde ist seit 1801 dem Arrondissement Bagnères-de-Bigorre zugeteilt.

### Bevölkerungsentwicklung
| Jahr                       | 1962 | 1968 | 1975 | 1982 | 1990 | 1999 | 2006 | 2014 | 2020 |
| Einwohner                  | 314  | 361  | 333  | 364  | 343  | 341  | 307  | 316  | 313  |
| Quellen: Cassini und INSEE |      |      |      |      |      |      |      |      |      |

## Sehenswürdigkeiten
- Kirche Saint-Michel
- Denkmal für die Gefallenen[1]
- mehrere Wegkreuze
- Wasserturm
- zwei Hügelgräber in Arioulès de Chourrine und weitere drei Hügelgräber (Tres Puyos), seit 1965 Monuments historiques[2]

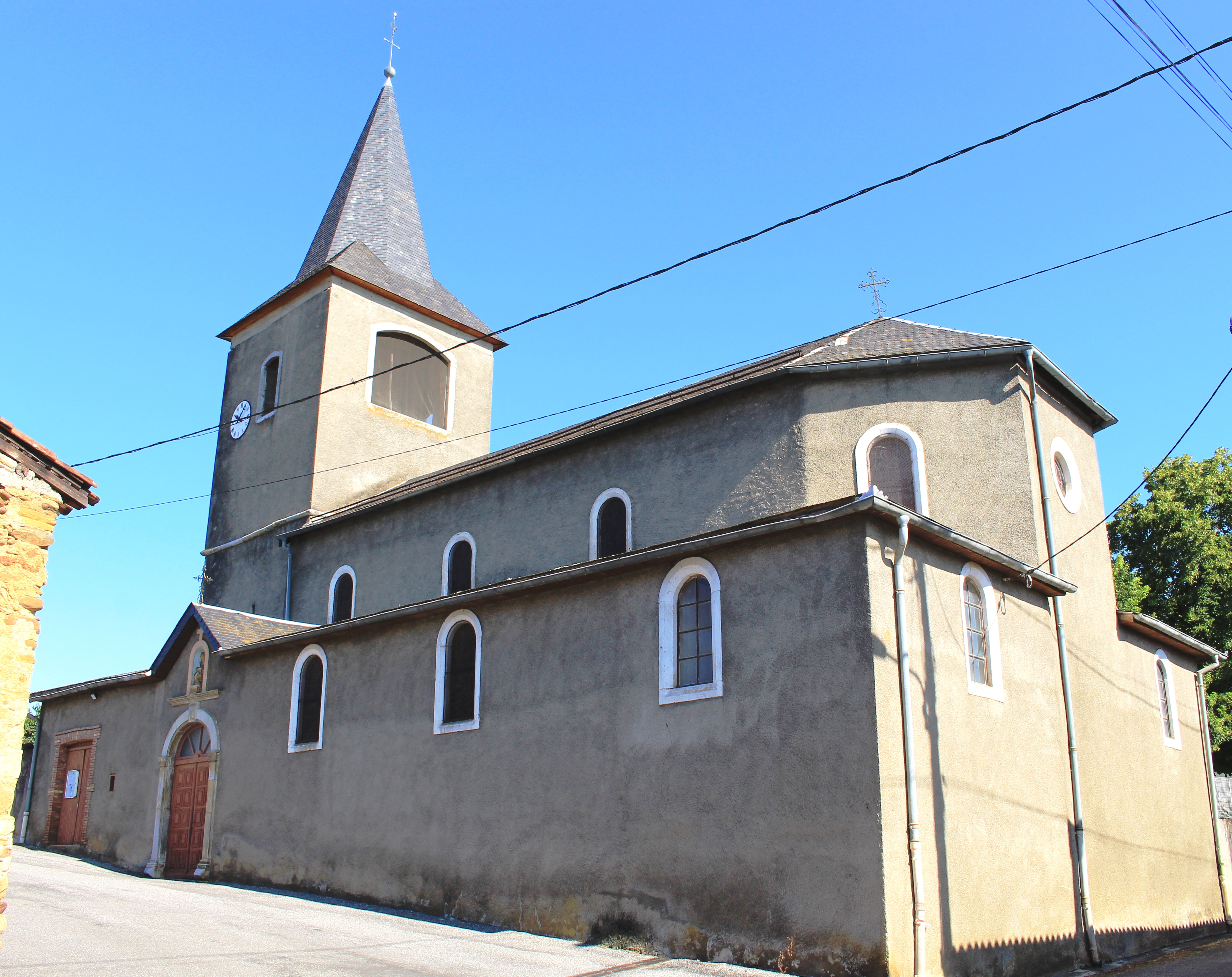
Kirche Saint-Michel
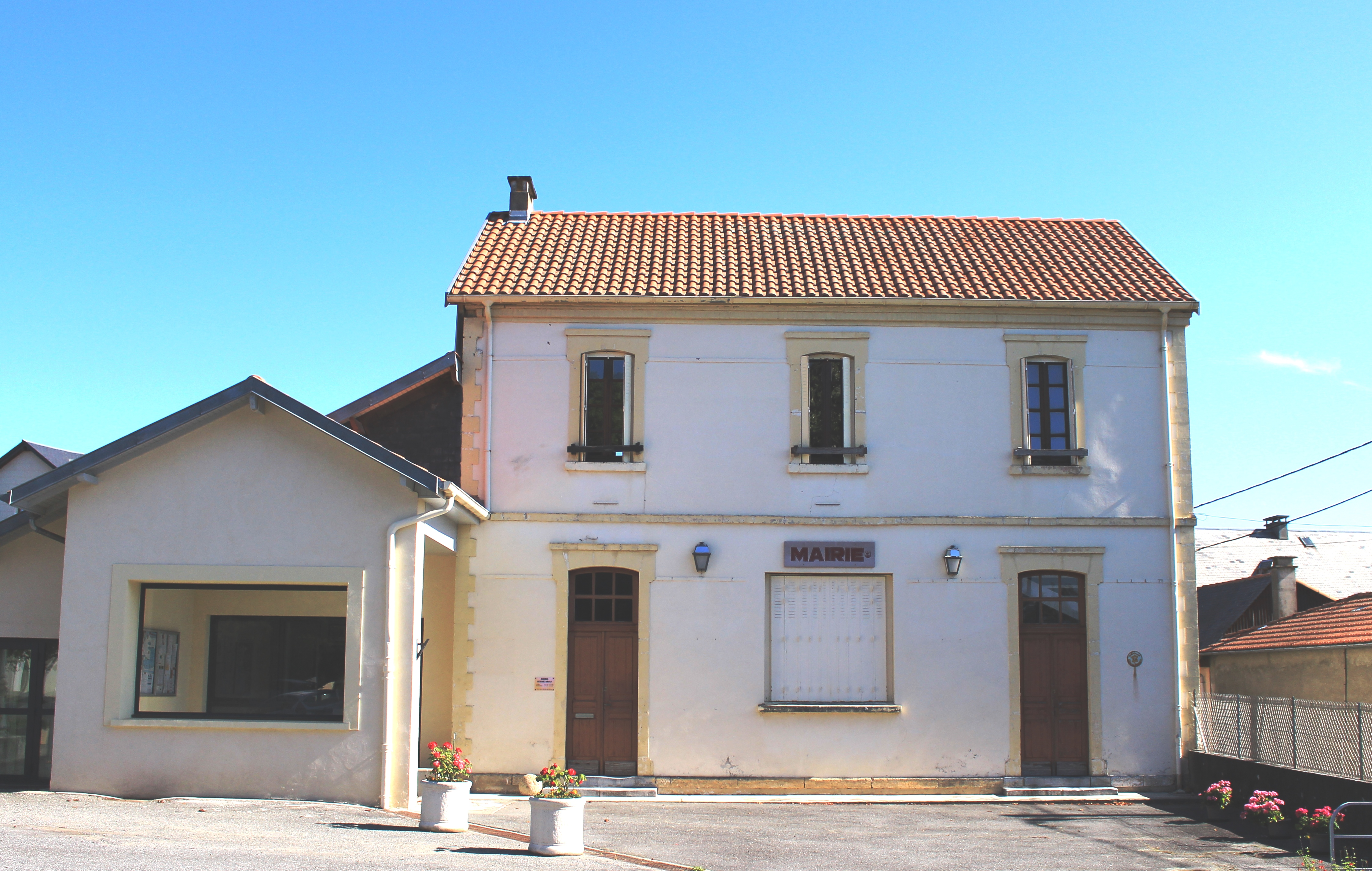
Rathaus (mairie)
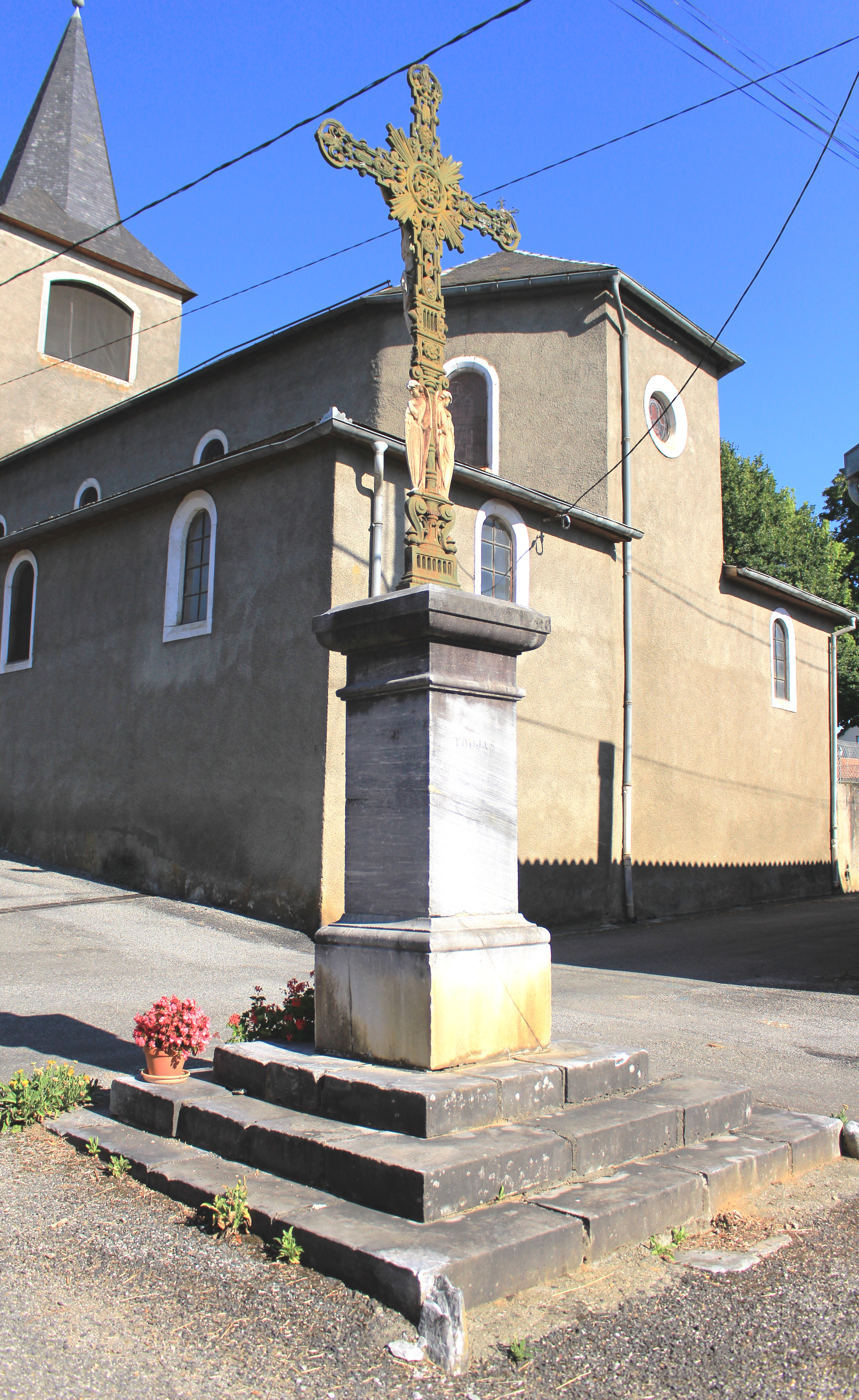
Wegkreuz
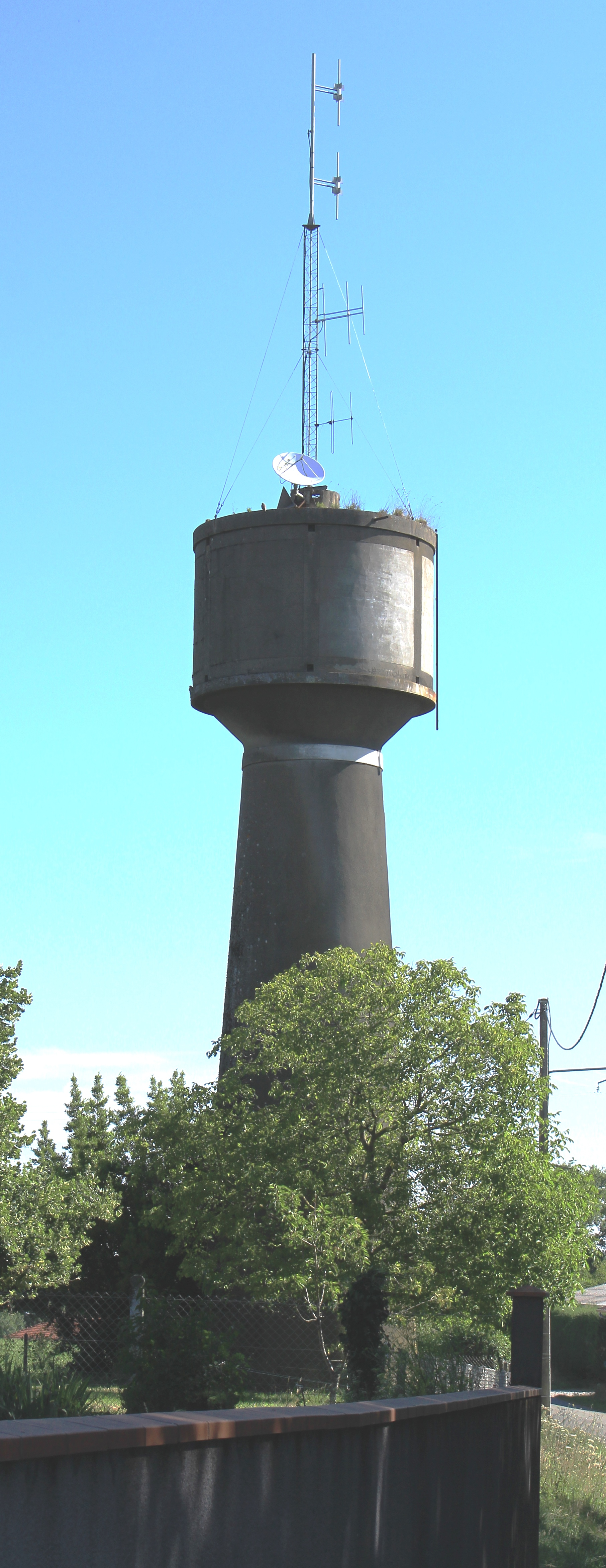
Wasserturm
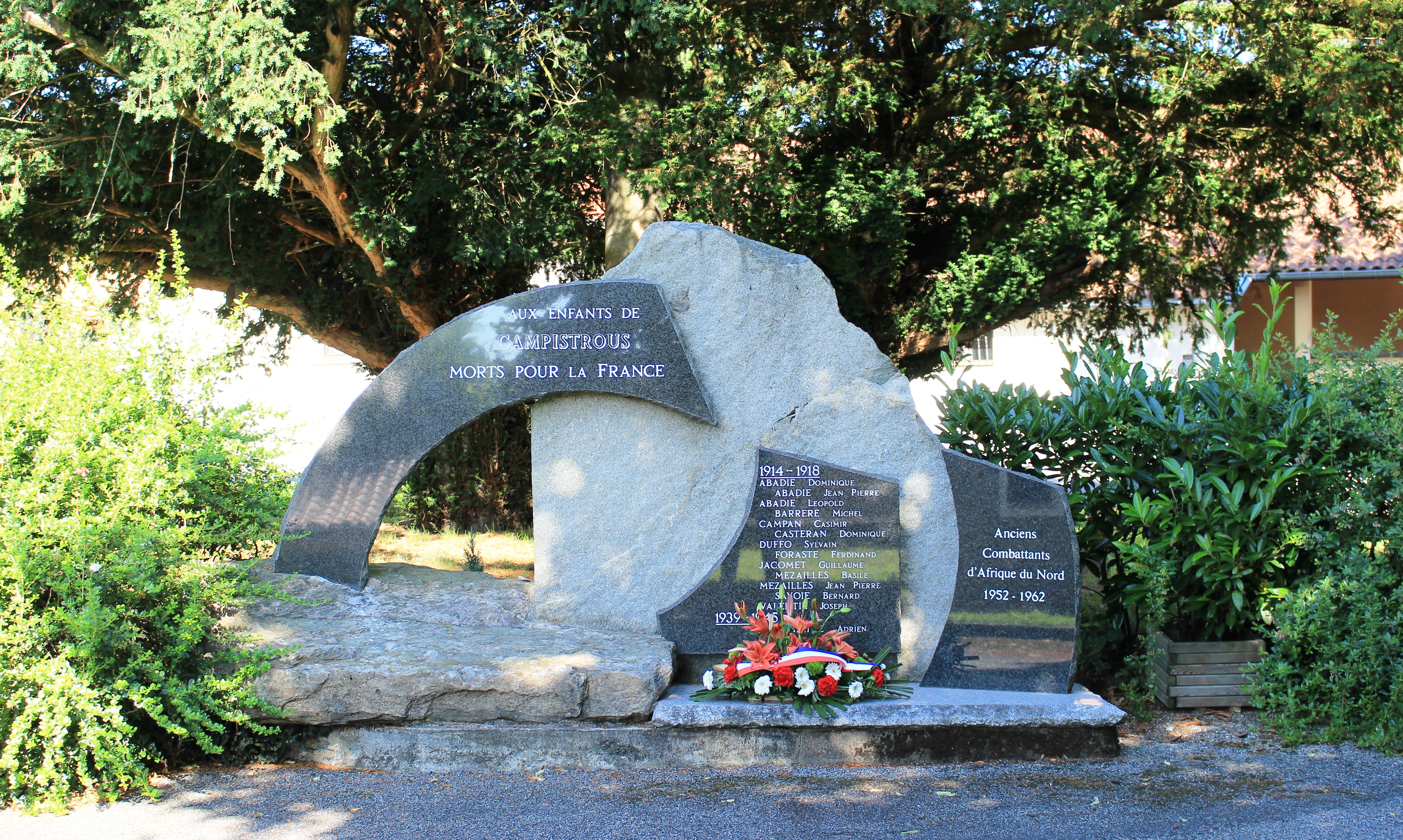
Gefallenendenkmal